# Escut de Teià
L'escut oficial de Teià té el blasonament següent:
Escut caironat: d'argent, un matapoll (tell) de sinople; el peu d'or, 4 pals de gules. Per timbre, una corona mural de vila.

## Història
Fou aprovat el 4 d'octubre del 1996 i publicat al DOGC el 23 d'octubre del mateix any amb el número 2272.
Es tracta d'unes armes parlants: el tell es relaciona amb el nom de Teià, que, encara que etimològicament és d'origen llatí, s'ha representat en totes les versions històriques de l'escut; els quatre pals indiquen la pertinença a la Corona. La corona mural de vila és per la jurisdicció reial concedida el 1505 als Privilegis.